# Le Club des cinq au bord de la mer
Le Club des cinq au bord de la mer est le 12e roman de la série Le Club des cinq créée par Enid Blyton.
Le roman, publié en 1953 au Royaume-Uni sous le titre « Five Go Down to the Sea », a été publié en France en 1959 dans la Bibliothèque rose des éditions Hachette. 
Il évoque les vacances des Cinq au bord de la mer. L'arrivée d'un cirque au village, le comportement suspect des époux Penlan, l'existence de lumières étranges dans la nuit forment un mystère que les Cinq vont tenter de résoudre.

## Personnages principaux
- Les Cinq
  - François Gautier (VO : « Julian »)
  - Mick Gautier (VO : « Dick »)
  - Annie Gautier (VO : « Anne »)
  - Claude Dorsel (VO : « George »)
  - Dagobert (chien) (VO : « Timothy »)
- Yan (VO : « Yan ») : enfant qui sympathise avec les Cinq
- Mme et M. Penlan (VO : « Mrs and Mr Penruthlan ») : parents de Yan
- Les Barnies : troupe de théâtre
- Le Gouverneur (VO : « the Guv'nor ») : chef de la troupe des Barnies

## Résumé
Remarque : le résumé est basé sur l'édition cartonnée non abrégée parue en 1959 en langue française.
- Mise en place de l'intrigue

Les Cinq vont passer une partie de leurs vacances d'été près de la mer, dans la ferme de Trémanoir. Ils y sont accueillis par la sympathique Mme Penlan et par son époux taciturne. Dès le lendemain, ils font la connaissance d'un enfant prénommé Yan, qui leur parle notamment des légendes de la région, en particulier celle des lanternes de naufrageurs utilisées par les pirates pour attirer les navires en direction des récifs. Il leur parle aussi de grottes situées non loin de là et d'un passage secret. Yan leur présente leur grand-père, qui déclare avoir vu une lumière dans la vieille Tour des pirates. 
Arrive alors un cirque ambulant, Les Barnies, qui doivent dormir une nuit à la ferme. Les artistes sont dirigés par le « gouverneur ».
- Aventures et enquête

Tard le soir, Mick et François décident d'aller voir du côté de la vieille Tour des pirates : y verront-ils des lumières ? Lors de leur trajet, ils sont pris à partie par un inconnu qui, dans le noir, ressemble étrangement à M. Penlan. 
Les Barnies arrivent et donnent un spectacle. Le clou du spectacle est un numéro avec « Clopinant » (VO : « Clopper »), un faux cheval de théâtre à la tête amusante, actionné par deux comédiens (l'un à l’avant, l'autre à l'arrière). Pendant le spectacle, Mick et François retournent une seconde fois à la vieille Tour des pirates, où ils rencontrent Yan. 
La nuit suivante, les quatre enfants retournent à la tour. Ils constatent qu'elle a reçu récemment de la visite. Ils découvrent un passage souterrain et l’empruntent. Mais ils se font enfermer dans une pièce sombre : quelqu'un a poussé un verrou derrière eux ! 
- Dénouement et révélations finales

Alors que la situation semble critique, les Cinq sont délivrés par Yan, qui les a suivis de loin. Les enfants retournent à la ferme de Trémanoir et déclarent à Mme Penlan qu'ils soupçonnent son époux d'être complice des bandits. Un coup de théâtre a lieu : M. Penlan reconnaît s'être rendu à la vieille tour, mais en réalité il travaille en lien avec la police pour faire arrêter une bande de contrebandiers. Mick découvre alors le fin mot de l'affaire : le chef des contrebandiers est le gouverneur des Barnies, et celui-ci faisait passer de la drogue à l'intérieur de la tête de Clopinant. Mick s'empare de la tête du cheval de théâtre et la remet à M. Penlan. La drogue est découverte et le gouverneur est arrêté. M. Penlan offre la tête de Clopinant à Mick.